# بادي دونوفان
بادي دونوفان (بالإنجليزية: Thomas Patrick Donovan) (23 ديسمبر 1936 – 11 مارس 2018) هو ملاكم نيوزيلندي راحل، مثّل بلاده في الألعاب الأولمبية الصيفية في دورتي 1956 و1964.

## روابط خارجية
بادي دونوفان على موقع أوليمبيديا (الإنجليزية)